# 埃爾奇科國家公園
20°12′26″N 98°43′52″W / 20.20722°N 98.73111°W

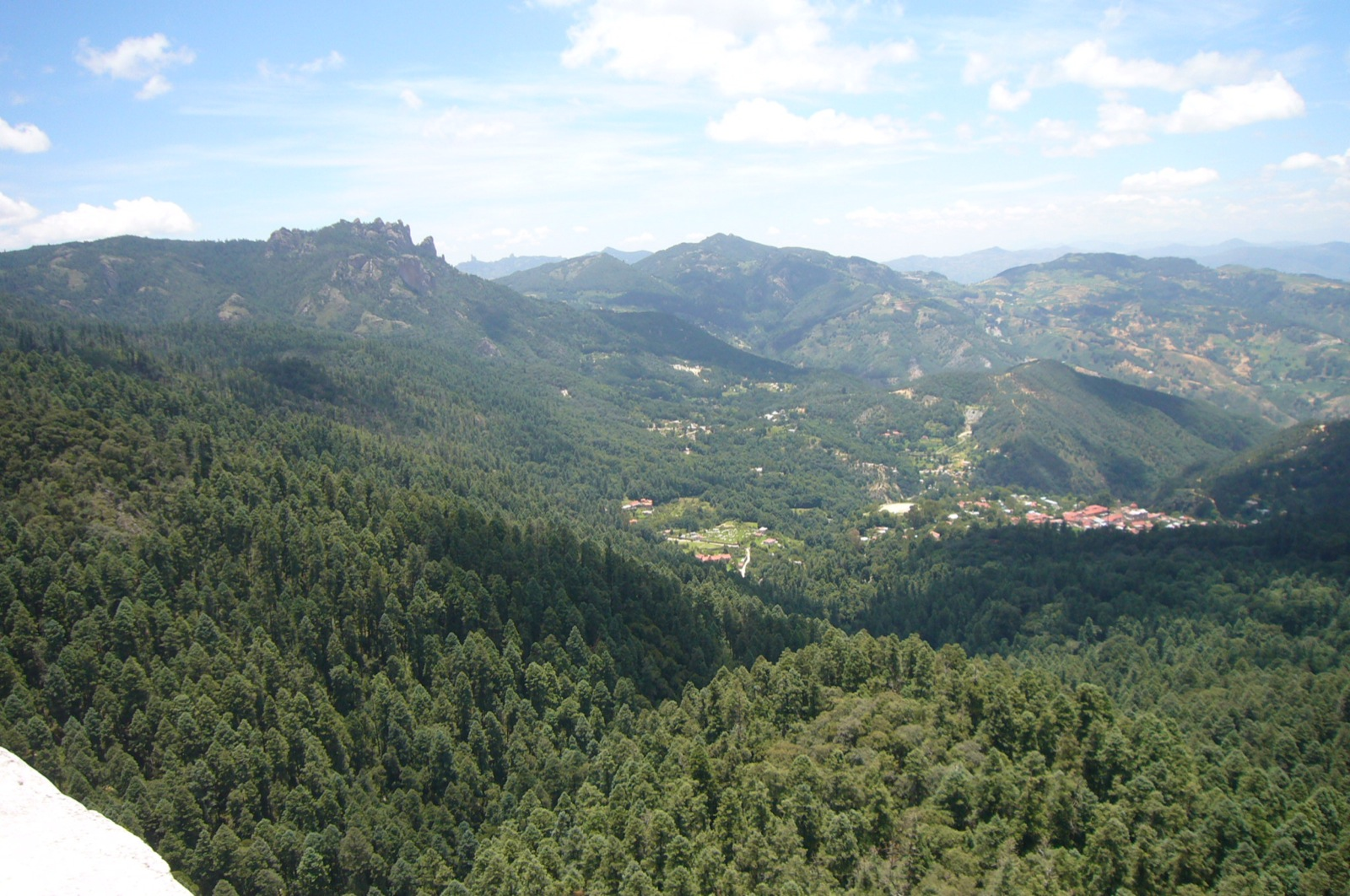

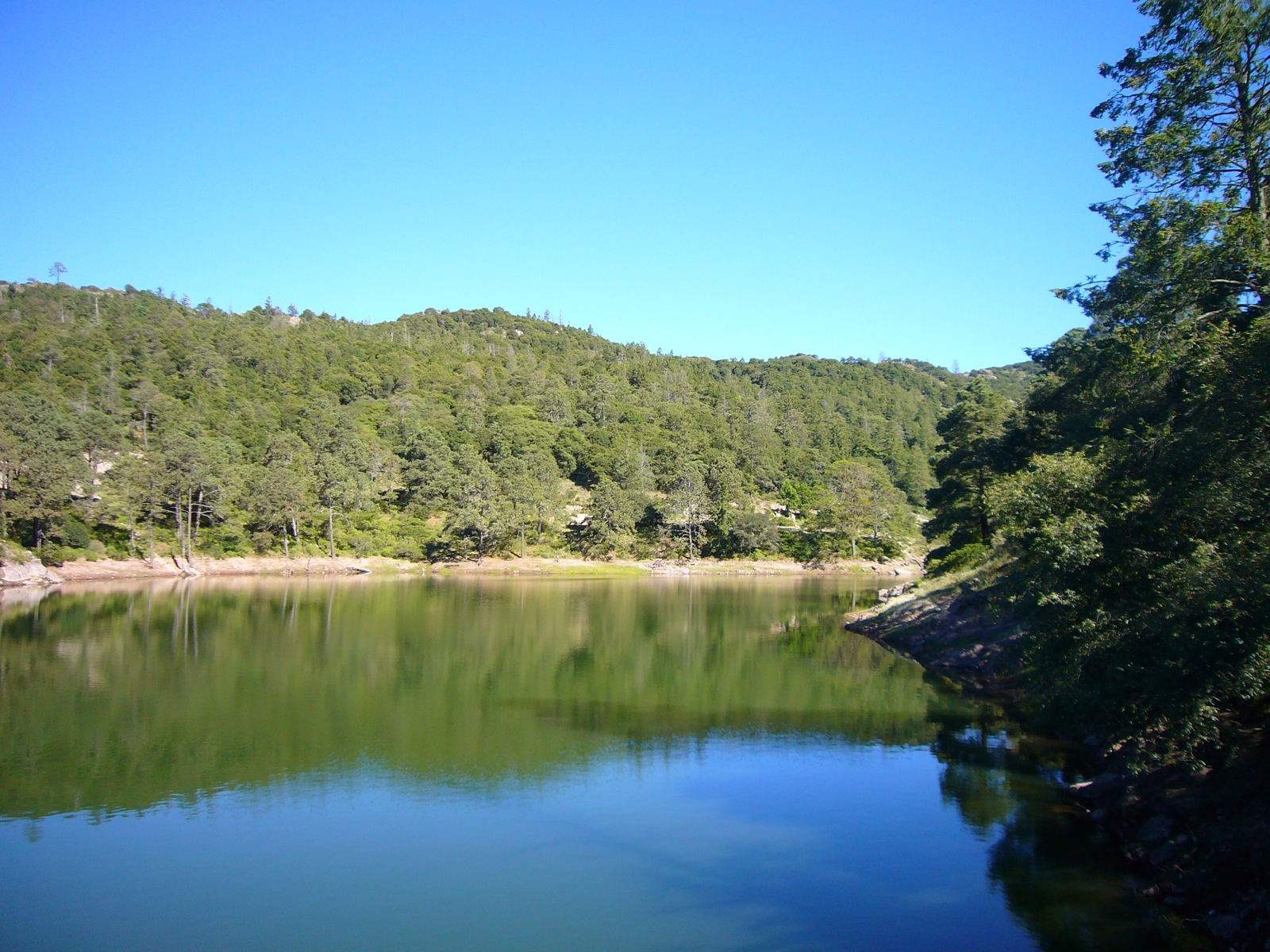

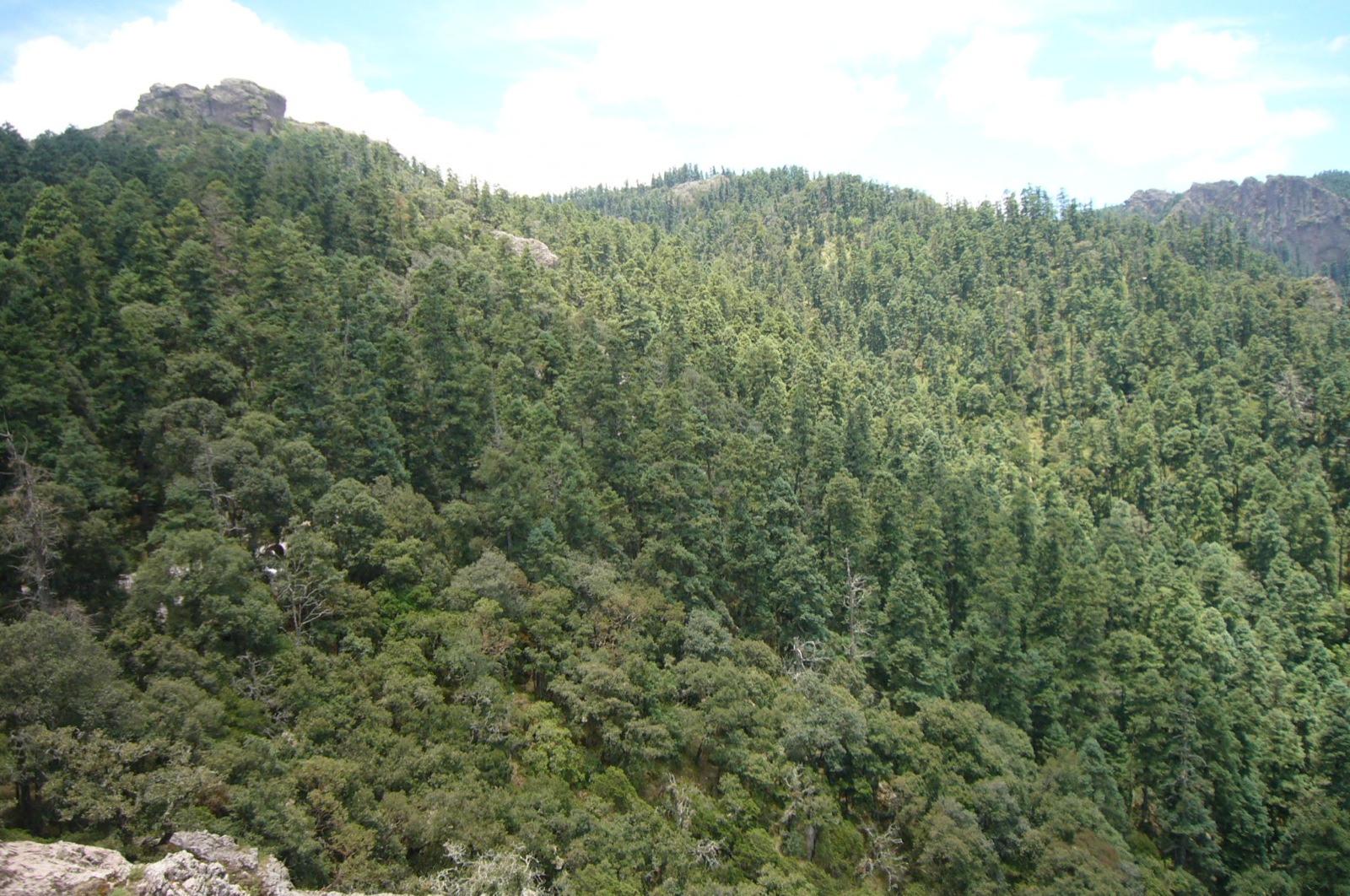

埃爾奇科國家公園是墨西哥的國家公園，由伊達爾戈州負責管轄，始建於1982年7月6日，面積27平方公里，是38種動物的棲息地，該地區的礦場已停止運作。
公园拥有该地区典型的广阔而多样的生态系统，其中包括大片针叶林和多种动物。

## 外部連結
- Descripción del parque nacional en la web de Planeta.com
- Programa y Manejo del Parque Nacional El Chico